# Teatr w ujeżdżalni Geislera w Poznaniu

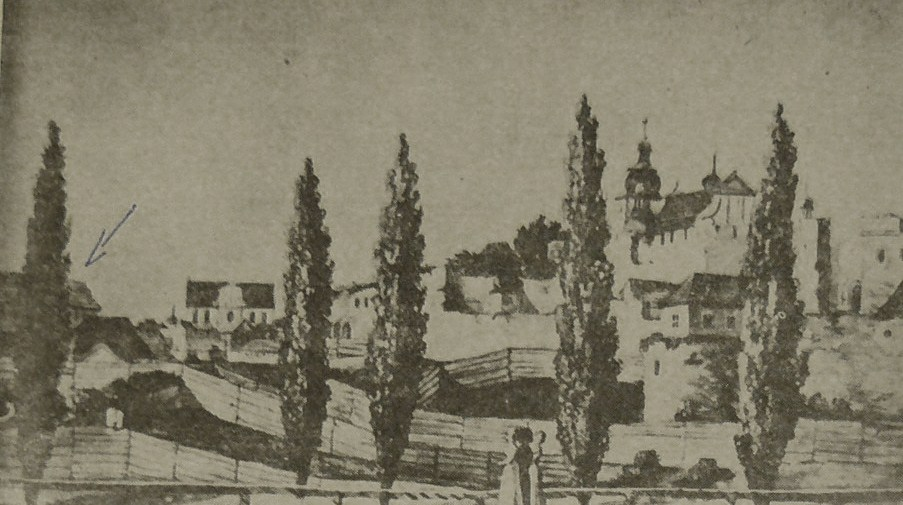
Wzgórze Świętego Wojciecha. Teatr (poniżej Wzgórza) zaznaczono strzałką

Teatr w ujeżdżalni Geislera w Poznaniu – teatr działający w latach 1794–1804 w Poznaniu, w ogrodzie za Bramą Wroniecką, przy placu Działowym (późniejsze skrzyżowanie Alei Marcinkowskiego i ul. Solnej).
Obiekt zbudowany z muru pruskiego funkcjonował wcześniej jako ujeżdżalnia. Wojciech Bogusławski określał go jako „obszerną reitschulę”. Budynek został przekształcony w teatr w 1794 roku, a jego założycielem był Karol Döbbelin – enterprener niemiecki, który otrzymał specjalny przywilej na tego rodzaju działalność. Od 1795, obok zespołów niemieckich, występowały tu także grupy polskie, z czasem dając coraz więcej przedstawień (np. od maja 1795 do lipca 1797 liczba spektakli polskich była około dwukrotnie wyższa niż niemieckich). Budynek ujeżdżalni Geislera przestał pełnić funkcje teatralne w 1804, kiedy to wybudowano nowy Teatr Miejski na placu Wilhelmowskim (obecnym Wolności). Ostatecznie obiekt zburzono w 1828, a na jego miejscu powstały budynki mieszczące biura budowy, a następnie rozbudowy Twierdzy Poznań.
W teatrze grali m.in. Wojciech Bogusławski, Józef Nowicki, Jan Nepomucen Kamiński i Tomasz Truskolaski.